# Die Geschichte der Laura M
Die Geschichte der Laura M ist ein französischer Film von David Hamilton.

## Inhalt
Der pubertierende Teenager Laura sieht beim Ballett den älteren Bildhauer Paul Thomas Wyler und verliebt sich in ihn. Sie weiß nicht, dass ihre Mutter früher einmal dessen Geliebte und Model war. Nach anfänglichem Sträuben erlaubt diese, dass er eine Skulptur von Laura anfertigt, allerdings nach Bildern, die sie von ihrer nackten Tochter gemacht hat. Als Paul nach einem Unfall vorübergehend sein Augenlicht verliert und die Skulptur noch nicht fertig ist, steht Laura persönlich Modell und Paul kann durch Ertasten sein Werk vollenden.

## Hintergrund
Am Anfang verwendete Hamilton eines seiner am häufigsten verwendeten Motive, das er auch schon in diversen Fotografien und seinem letzten Bildband La Danse ausführlich zeigte, das Ballett. Wie in Bilitis steht auch hier mit dem Bildhauer Paul ein Künstler als männlicher Protagonist im Mittelpunkt.

## Kritiken
- „(...) softporniertes Produkt von Kuschelweichzeichner Hamilton mit viel Mädchenhaut und -haar.“ (Wertung: 1 Stern = schwach) – Adolf Heinzlmeier und Berndt Schulz in: Lexikon „Filme im Fernsehen“ (erweiterte Neuausgabe). Rasch und Röhring, Hamburg 1990, ISBN 3-89136-392-3, S. 296

- „Die schwülstige Story wird in honigsüßen Bildfolgen erzählt, die den Zusammenhang von Kunst und Eros verdeutlichen sollen. Dennoch bleibt der Film wenig überzeugend und langweilig.“ – Lexikon des internationalen Films[1]